# Linia kolejowa Lelle – Viljandi
Linia kolejowa Lelle – Viljandi – linia kolejowa w Estonii łącząca stację Lelle ze ślepą stacją Viljandi. 
Linia na całej długości jest niezelektryfikowana i jednotorowa.

## Historia
Linia została zbudowana na przełomie XIX i XX w. i otwarta 19 lipca?/1 sierpnia 1901 jako część linii Tallinn – Mõisaküla. Początkowo była to kolej wąskotorowa, przebudowana do toru szerokiego w okresie sowieckim - w 1972 ukończono przebudowę do Türi, a w 1974 do Viljandi. Dalsza część linii do Mõisaküli została wówczas rozebrana i linia stała się ślepa.
W 2014 wyremontowano perony znajdujące się wzdłuż linii.
Początkowo linia leżała w Imperium Rosyjskim, w latach 1918 - 1940 położona była w Estonii, następnie w Związku Sowieckim (1940 - 1991). Od 1991 ponownie znajduje się w granicach niepodległej Estonii.